# Staw Zielony (Warszawa)
Staw Zielony lub Zielony Staw – staw w Warszawie, w dzielnicy Bemowo.

## Położenie i charakterystyka
Staw leży po lewej stronie Wisły, w stołecznej dzielnicy Bemowo, na obszarze MSI Górce. Na południu graniczy z ulicą gen. Tadeusza Pełczyńskiego, a od północy z budynkiem wielorodzinnym położonym pod adresem Pełczyńskiego 22A. Leży w zlewni Dopływu spod Bemowa.
Zgodnie z ustaleniami w ramach Programu Ochrony Środowiska dla m. st. Warszawy na lata 2009–2012 z uwzględnieniem perspektywy do 2016 r. staw położony jest na wysoczyźnie, a jego powierzchnia wynosi 0,2302 hektara. Według numerycznego modelu terenu udostępnionego przez Geoportal lustro wody znajduje się na wysokości 108,0 m n.p.m.
Staw jest połączony podziemnym kolektorem deszczowym o Ø 600 mm i Ø 800 mm biegnącym pod ulicami Pełczyńskiego, Łokuciewskiego i Narwik z pobliskim Stawem Jeziorzec oraz dalej z Fosą Groty (na terenie Fortu III Twierdzy Warszawa). Pełni funkcję odbiornika wód opadowych z terenów pobliskich osiedli. Nadmiar wody spływa do Fosy Groty.